# Hrušeň tisíciletí na Vyšehradě
Hrušeň tisíciletí na Vyšehradě je významný strom, který roste v Praze 2 v areálu pevnosti Vyšehrad v Karlachových sadech východně od baziliky svatého Petra a Pavla.

## Popis
Hrušeň má obvod kmene 79 cm v 70 cm nad zemí (2016), výška není uvedena. Je genetickým potomkem památného stromu Hrušeň planá na Hruštici v Bělé u Turnova. Do databáze významných stromů Prahy byla zařazena roku 2014.

## Historie
Hrušeň byla vysazena v Karlachových sadech 19. října 2000 v 18:00 hodin botanikem Václavem Větvičkou, dřevosochařem Martinem Patřičným a ministrem zemědělství Janem Fencelem za přítomnosti obyvatel obce Bělá u Turnova a s podporou české šansoniérky Hany Hegerové.
Tato výsadba zahájila obnovenou tradici oslav „Dne stromů“, který se od toho dne slaví každoročně 20. října.